# Długie (powiat gryfiński)
Długie – osada leśna w Polsce położona w województwie zachodniopomorskim, w powiecie gryfińskim, w gminie Banie. Leży nad Jeziorem Dołgim.
W latach 1975–1998 miejscowość administracyjnie należała do województwa szczecińskiego.